# Wouter van Dieve
Wouter van Dieve was een 13e-eeuws Brabants edelman en ridder uit een invloedrijke familie afkomstig van de graven van Aarschot en baronnen van Rotselaar. Hij bezat de heerlijkheden van Dieve en Rotselaar. Hij huwde met Beatrijs van Calsteren, dochter van Willem van Calsteren, telg uit een Leuvense patriciërsfamilie waardoor het nageslacht van heer Wouter ook tot de bevoorrechte klasse van patriciërs in Leuven te behoren.